# Bromoform
Bromoform je organickou sloučeninou bromu (patří mezi haloformy, tedy deriváty methanu, kde jsou tři atomy vodíku nahrazeny atomy téhož halogenu). Její systematický název je tribrommethan, vzorec CHBr3. Vzhledem to je bledě žlutá kapalina nasládlého zápachu. Je mírně rozpustná ve vodě a velmi snadno přechází do plynného skupenství. Jde o jedovatou a přírodě nebezpečnou látku.
Malá množství této sloučeniny jsou vytvářena mořskými rostlinami. Nejvíc bromoformu se do okolí dostává jako vedlejší produkt reakce, při které je do vody ve vodárnách zaváděn chlór, který v ní ničí bakterie, a tím se tato voda stává pitnou.
Dnes se bromoform průmyslově nevyrábí v příliš velkém množství, jeho výroba uplatňovaná v průmyslu dnes už spíš pomalu zaniká.[zdroj?] Dříve se bromoform používal jako rozpouštědlo, dnes se však již nanejvýš užívá jako laboratorní činidlo.
V přírodě je bromoform produkován chaluhami jako jejich hlavní organohalogenová sloučenina, slouží jim k ochraně před bakteriemi a proti spásání.